# 염정환
염정환(1985년 12월 1일~2014년 2월 19일)은 대한민국의 자전거 경기 선수이다. 대한민국 간판 사이클선수로 훈련중 심장마비로 인해 사망하였다.

## 수상내역
- 2011 제92회 전국체육대회 사이클 남자일반부 도로개인독주 45km 은메달
- 2008 제89회 전국체육대회 사이클 남자일반부 메디슨 3위
- 2007 제88회 전국체육대회 사이클 남자일반부 메디슨 2위
- 2006 제87회 전국체육대회 사이클 남자일반부 도로개인독주 45km 우승
- 2005 제25회 아시아사이클선수권대회 남자일반부 도로독주 35km 우승
- 2005 가평일주 전국도로사이클대회 도로독주 남자일반부 우승

## 국가대표 경력
- 2010 제16회 광저우 아시안 게임 남자사이클 국가대표
- 2006 제15회 도하 아시안 게임 사이클 국가대표

## 소속
서울시청->금산인삼첼로 ->KSPO